# KNVB-Pokal 1924/25
Der KNVB-Pokal 1924/25 war nach drei Jahren Unterbrechung die 23. Auflage des niederländischen Fußball-Pokalwettbewerbs. Pokalsieger wurde der Zaanlandsche FC. Das Team setzte sich im Finale gegen RFC Xerxes durch.

## Modus
Alle Begegnungen wurden in einem Spiel ausgetragen. Bei unentschiedenem Ausgang kam die auswärts spielende Mannschaft eine Runde weiter.

## 1. Runde
| Datum      |                            | Ergebnis |                           |
| ---------- | -------------------------- | -------- | ------------------------- |
| 01.03.1925 | Alcmaria Victrix           | 2:4      | DEC Amsterdam             |
| 01.03.1925 | Amstel Watergraafsmeer     | 0:0      | VV Oosterpark             |
| 01.03.1925 | ARES Utrecht               | 3:3      | VV Schoten                |
| 01.03.1925 | VV Assendelft              | 0:6      | Koninklijke HFC           |
| 01.03.1925 | Avanti Amsterdam           | 1:1      | ADW Amsterdam             |
| 01.03.1925 | SV Baarn                   | 0:1      | SVV Scheveningen          |
| 01.03.1925 | Be Quick Zutphen           | 1:1      | WVV Wageningen            |
| 01.03.1925 | BIC Brummen                | 3:3      | WVC Winterswijk           |
| 01.03.1925 | Blauw Wit Amsterdam        | 12:00    | SV De Meteoor             |
| 01.03.1925 | BVC Bloemendaal            | 1:3      | Sparta Rotterdam          |
| 01.03.1925 | Celeritas Den Haag         | 1:4      | LSV Leerdam               |
| 01.03.1925 | DSV Concordia Delft        | 3:2      | HVV Den Haag              |
| 01.03.1925 | SC Doesburg                | 0:6      | AGOVV Apeldoorn           |
| 01.03.1925 | Doetinchemse FC            | 2:2      | Eendracht Arnheim         |
| 01.03.1925 | Donar Hilversum            | 1:0      | FC Den Helder             |
| 01.03.1925 | DOS Utrecht                | 5:2      | BVV De Kennemers          |
| 01.03.1925 | DOTO Deventer              | 4:0      | VV Rheden                 |
| 01.03.1925 | Haarlemse FC EDO           | 0:0      | Ajax Amsterdam            |
| 01.03.1925 | EDW Amsterdam              | 1:3      | DWV Amsterdam             |
| 01.03.1925 | Sportclub Enschede         | 4:2      | NEC Nijmegen              |
| 01.03.1925 | Excelsior Rotterdam        | 17:10    | SMV Rotterdam             |
| 01.03.1925 | GVC Wageningen             | 1:3      | Enschedesche Boys         |
| 01.03.1925 | VV Groningen               | 3:2      | BATO Winschoten           |
| 01.03.1925 | VV Hattem                  | 0:0      | VVO Velp                  |
| 01.03.1925 | HBS Craeyenhout            | 1:3      | SVV Schiedam              |
| 01.03.1925 | HVV Hengelo                | 13:00    | Apeldoornsche Boys        |
| 01.03.1925 | Hermes DVS                 | 1:1      | SVW Gorinchem             |
| 01.03.1925 | Hertog Hendrik Arnheim     | 4:0      | VV Rigtersbleek           |
| 01.03.1925 | KVV Krommenie              | 1:6      | Hortus Amsterdam          |
| 01.03.1925 | LFC Laren                  | 1:4      | Zandvoortsche VV          |
| 01.03.1925 | Leonidas Rotterdam         | 3:0      | VV Culemborg              |
| 01.03.1925 | TSV LONGA                  | 3:1      | VV Eindhoven              |
| 01.03.1925 | LVV Lugdunum               | 0:0      | Nederlandse Corinthians   |
| 01.03.1925 | MAAS Maassluis             | 2:3      | Olympia Gouda             |
| 01.03.1925 | MVAV Middelburg            | 1:1      | VV Boxtel                 |
| 01.03.1925 | Neerlandia Amsterdam       | 2:4      | DWS Amsterdam             |
| 01.03.1925 | ODE Amsterdam              | 6:0      | Electra Amsterdam         |
| 01.03.1925 | ODS Dordrecht              | 0:0      | UVV Utrecht               |
| 01.03.1925 | OSV Oostzaan               | 0:1      | EVC Edam                  |
| 01.03.1925 | PSV Eindhoven              | 1:0      | HVV Helmond               |
| 01.03.1925 | AFC Quick 1890             | 4:0      | VVGA Amsterdam            |
| 01.03.1925 | Quick Den Haag             | 0:3      | Feijenoord Rotterdam      |
| 01.03.1925 | Quick 1888                 | 2:3      | VV Arnheim                |
| 01.03.1925 | RC Heemstede               | 2:0      | Stormvogels IJmuiden      |
| 01.03.1925 | RFC Rotterdam              | 7:3      | DHC Delft                 |
| 01.03.1925 | AV & CV Robur et Velocitas | 3:1      | Zwolsche AC               |
| 01.03.1925 | RVC Rijswijk               | 0:3      | SV Kampong                |
| 01.03.1925 | SVV Schiedam               | 1:3      | RV & AV Neptunus          |
| 01.03.1925 | VV Schoonhoven             | 2:1      | Fortuna Vlaardingen       |
| 01.03.1925 | VV Sliedrecht              | 1:3      | Dordrechtsche FC          |
| 01.03.1925 | VV Steenwijk               | 2:5      | Be Quick 1887             |
| 01.03.1925 | Swift Amsterdam            | 0:4      | HFC Haarlem               |
| 01.03.1925 | HVV 't Gooi                | 5:0      | BFC Bussum                |
| 01.03.1925 | THB Haarlem                | 1:1      | BSV Allen Weerbaar        |
| 01.03.1925 | SV Theothorne              | 2:1      | EV & AV De Tubanters 1897 |
| 01.03.1925 | TOGO Den Haag              | 1:8      | UC & VV Hercules          |
| 01.03.1925 | Transvalia Rotterdam       | 3:5      | CVV Rotterdam             |
| 01.03.1925 | TSC Oosterhout             | 3:1      | VC Vlissingen             |
| 01.03.1925 | Koninklijke UD 1875        | 3:1      | CVV Germanicus            |
| 01.03.1925 | UDI Rotterdam              | 3:1      | VDS Den Haag              |
| 01.03.1925 | GVV Unitas                 | 4:0      | AVV Zeeburgia             |
| 01.03.1925 | FC Utrecht                 | 0:0      | ZVV Zaandam               |
| 01.03.1925 | GVV Velocitas 1897         | 5:3      | Achilles 1894             |
| 01.03.1925 | VIOS Den Haag              | 5:4      | RV & AV Steeds Hooger     |
| 01.03.1925 | Vitesse Arnheim            | 1:0      | PEC Zwolle                |
| 01.03.1925 | Vlaardingsche FC           | 2:4      | BMT Den Haag              |
| 01.03.1925 | Voorwaarts Utrecht         | 1:1      | WFC Wormerveer            |
| 01.03.1925 | VSV Velsen                 | 3:4      | FC Hilversum              |
| 01.03.1925 | VUC Den Haag               | 4:0      | DVV Den Haag              |
| 01.03.1925 | VVA Amsterdam              | 1:2      | AFC Amsterdam             |
| 01.03.1925 | VV Waalwijk                | 1:4      | RSC Alliance              |
| 01.03.1925 | JOS Watergraafsmeer        | 2:0      | VV West Frisia            |
| 01.03.1925 | VV Wijhe                   | 2:1      | VV Oosterbeek             |
| 01.03.1925 | BVV Wilhelmina             | 4:1      | NAC Breda                 |
| 01.03.1925 | Willem II Tilburg          | 2:2      | RKVV Bredania             |
| 01.03.1925 | WSC Besoyen                | 0:3      | BVV Den Bosch             |
| 01.03.1925 | Zaanlandsche FC            | 3:0      | Velox Utrecht             |
| 01.03.1925 | SV Zwolsche Boys           | 6:0      | Simson Apeldoorn          |
| 07.03.1925 | ADO Den Haag               | 4:3      | DCL Rotterdam             |
| 07.03.1925 | VV Apeldoorn               | 0:1      | HVV Tubantia              |
| 07.03.1925 | AVW Arnheim                | 2:4      | TSV Theole                |
| 07.03.1925 | LVV Friesland              | 6:0      | WVV Winschoten            |
| 07.03.1925 | SV Gouda                   | 1:1      | DHS Schiedam              |
| 07.03.1925 | Heldersche RC              | 1:2      | Hollandia Hoorn           |
| 07.03.1925 | UVS Leiden                 | 1:7      | RFC Xerxes                |
| 07.03.1925 | VV Leeuwarden              | 6:0      | LAC Frisia Leeuwarden     |
| 07.03.1925 | SDW Amsterdam              | 6:0      | NSU Utrecht               |
| 07.03.1925 | Heracles Almelo            | 05:0 1   | Go Ahead Deventer         |
| 07.03.1925 | SIOD Rotterdam             | 05:0 1   | Saturnus Rotterdam        |
|            | Ajax Sportman Combinatie   | Freilos  |                           |
|            | RFC Roermond               | Freilos  |                           |
|            | ’s-Gravenzandse VV         | Freilos  |                           |

## Zwischenrunde
| Datum      |                          | Ergebnis |                            |
| ---------- | ------------------------ | -------- | -------------------------- |
| 08.03.1925 | AGOVV Apeldoorn          | 3:0      | Hertog Hendrik Arnheim     |
| 08.03.1925 | VV Arnheim               | 2:2      | Koninklijke UD 1875        |
| 08.03.1925 | Ajax Sportman Combinatie | 5:2      | ADW Amsterdam              |
| 08.03.1925 | Blauw Wit Amsterdam      | 3:4      | GVV Unitas                 |
| 08.03.1925 | BMT Den Haag             | 3:0      | Olympia Gouda              |
| 08.03.1925 | VV Boxtel                | 1:1      | BVV 's-Hertogenbosch       |
| 08.03.1925 | Rotterdam                | 3:1      | SVW Gorinchem              |
| 08.03.1925 | DEC Amsterdam            | 1:2      | HVV 't Gooi                |
| 08.03.1925 | DWV Amsterdam            | 4:1      | BSV Allen Weerbaar         |
| 08.03.1925 | Enschedesche Boys        | 0:3      | Sportclub Enschede         |
| 08.03.1925 | HFC Haarlem              | 1:1      | DOS Utrecht                |
| 08.03.1925 | HVV Hengelo              | 3:3      | SV Zwolsche Boys           |
| 08.03.1925 | Hortus Amsterdam         | 2:3      | WFC Wormerveer             |
| 08.03.1925 | Leonidas Rotterdam       | 1:2      | UC & VV Hercules           |
| 08.03.1925 | LVV Lugdunum             | 0:0      | Nederlandse Corinthians    |
| 08.03.1925 | ODE Amsterdam            | 1:4      | Zaanlandsche FC            |
| 08.03.1925 | RC Heemstede             | 3:4      | Excelsior Rotterdam        |
| 08.03.1925 | ’s-Gravenzandse VV       | 2:3      | SVV Schiedam               |
| 08.03.1925 | VV Schoten               | 3:1      | SVV Scheveningen           |
| 08.03.1925 | SV Theothorne            | 0:6      | AV & CV Robur et Velocitas |
| 08.03.1925 | TSC Oosterhout           | 3:2      | TSV LONGA                  |
| 08.03.1925 | HVV Tubantia             | 2:2      | DOTO Deventer              |
| 08.03.1925 | UVV Utrecht              | 1:1      | VUC Den Haag               |
| 08.03.1925 | GVV Velocitas 1897       | 2:2      | VV Groningen               |
| 08.03.1925 | Vitesse Arnheim          | 6:0      | VVO Velp                   |
| 08.03.1925 | WVC Winterswijk          | 2:3      | WVV Wageningen             |
| 08.03.1925 | Zandvoortsche VV         | 1:2      | AFC Amsterdam              |
| 08.03.1925 | ZVV Zaandam              | 2:1      | VV Oosterpark              |

## 2. Runde
| Datum      |                            | Ergebnis |                         |
| ---------- | -------------------------- | -------- | ----------------------- |
| 14.03.1925 | Ajax Amsterdam             | 8:2      | VIOS Den Haag           |
| 15.03.1925 | AGOVV Apeldoorn            | 3:0      | VV Wijhe                |
| 15.03.1925 | RSC Alliance               | 0:4      | Nederlandse Corinthians |
| 15.03.1925 | Ajax Sportman Combinatie   | 0:2      | DWS Amsterdam           |
| 15.03.1925 | Be Quick 1887              | 0:1      | VV Groningen            |
| 15.03.1925 | BMT Den Haag               | 3:0      | UDI Rotterdam           |
| 15.03.1925 | RKVV Bredania              | 1:2      | RFC Roermond            |
| 15.03.1925 | DSV Concordia Delft        | 1:0      | RFC Rotterdam           |
| 15.03.1925 | Donar Hilversum            | 2:0      | AFC Amsterdam           |
| 15.03.1925 | Excelsior Rotterdam        | 3:1      | SVV Schiedam            |
| 15.03.1925 | Feijenoord Rotterdam       | 5:0      | Sparta Rotterdam        |
| 15.03.1925 | Heracles Almelo            | 1:1      | DOTO Deventer           |
| 15.03.1925 | UC & VV Hercules           | 3:0      | VUC Den Haag            |
| 15.03.1925 | SV Kampong                 | 0:1      | ADO Den Haag            |
| 15.03.1925 | VV Leeuwarden              | 2:4      | LVV Friesland           |
| 15.03.1925 | AFC Quick 1890             | 0:3      | FC Hilversum            |
| 15.03.1925 | AV & CV Robur et Velocitas | 0:0      | SV Zwolsche Boys        |
| 15.03.1925 | VV Schoten                 | 1:3      | Zaanlandsche FC         |
| 15.03.1925 | SIOD Rotterdam             | 0:0      | CVV Rotterdam           |
| 15.03.1925 | TSV Theole                 | 1:0      | Koninklijke UD 1875     |
| 15.03.1925 | TSC Oosterhout             | 2:5      | BVV Den Bosch           |
| 15.03.1925 | GVV Unitas                 | 0:1      | RFC Xerxes              |
| 15.03.1925 | Vitesse Arnheim            | 1:2      | Sportclub Enschede      |
| 15.03.1925 | WVV Wageningen             | 1:0      | Eendracht Arnheim       |
| 15.03.1925 | WFC Wormerveer             | 2:0      | EVC Edam                |
| 15.03.1925 | ZVV Zaandam                | 1:4      | HVV 't Gooi             |
| 22.03.1925 | Dordrechtsche FC           | 7:0      | DHS Schiedam            |
| 22.03.1925 | Koninklijke HFC            | 1:0      | ASV DWV Amsterdam       |
| 22.03.1925 | Hollandia Hoorn            | 0:0      | SDW Amsterdam           |
| 22.03.1925 | PSV Eindhoven              | 0:6      | BVV Wilhelmina          |
| 22.03.1925 | VV Schoonhoven             | 2:5      | RV & AV Neptunus        |
| 22.03.1925 | JOS Watergraafsmeer        | 2:4      | DOS Utrecht             |

## 3. Runde
| Datum      |                     | Ergebnis |                         |
| ---------- | ------------------- | -------- | ----------------------- |
| 22.03.1925 | ADO Den Haag        | 3:3      | HVV 't Gooi             |
| 22.03.1925 | AGOVV Apeldoorn     | 7:2      | UC & VV Hercules        |
| 22.03.1925 | BMT Den Haag        | 0:3      | Feijenoord Rotterdam    |
| 22.03.1925 | DSV Concordia Delft | 0:2      | RFC Xerxes              |
| 22.03.1925 | DWS Amsterdam       | 2:1      | Donar Hilversum         |
| 22.03.1925 | LVV Friesland       | 0:3      | Ajax Amsterdam          |
| 22.03.1925 | RFC Roermond        | 0:4      | Sportclub Enschede      |
| 22.03.1925 | WVV Wageningen      | 0:1      | Excelsior Rotterdam     |
| 22.03.1925 | Zaanlandsche FC     | 5:3      | DOTO Deventer           |
| 22.03.1925 | SV Zwolsche Boys    | 3:2      | Nederlandse Corinthians |
| 29.03.1925 | FC Hilversum        | 1:1      | Dordrechtsche FC        |
| 29.03.1925 | SDW Amsterdam       | 1:2      | CVV Rotterdam           |
| 05.04.1925 | TSV Theole          | 0:1      | Koninklijke HFC         |
| 05.04.1925 | DOS Utrecht         | 0:0      | WFC Wormerveer          |
| 12.04.1925 | VV Groningen        | 00:13    | BVV Wilhelmina          |
| 13.04.1925 | RV & AV Neptunus    | 2:0      | BVV Baarn               |

## 4. Runde
| Datum      |                     | Ergebnis |                      |
| ---------- | ------------------- | -------- | -------------------- |
| 29.03.1925 | AGOVV Apeldoorn     | 1:1      | Zaanlandsche FC      |
| 29.03.1925 | Excelsior Rotterdam | 5:1      | HVV 't Gooi          |
| 05.04.1925 | CVV Rotterdam       | 2:1      | Ajax Amsterdam       |
| 05.04.1925 | Dordrechtsche FC    | 1:1      | SV Zwolsche Boys     |
| 19.04.1925 | RV & AV Neptunus    | 2:1      | Feijenoord Rotterdam |
| 19.04.1925 | BVV Wilhelmina      | 6:0      | DWS Amsterdam        |
| 19.04.1925 | RFC Xerxes          | 1:0      | WFC Wormerveer       |
| 26.04.1925 | Sportclub Enschede  | 8:1      | Koninklijke HFC      |

## Viertelfinale
| Datum      |                    | Ergebnis |                     |
| ---------- | ------------------ | -------- | ------------------- |
| 10.05.1925 | Sportclub Enschede | 6:0      | RV & AV Neptunus    |
| 10.05.1925 | BVV Wilhelmina     | 6:0      | CVV Rotterdam       |
| 10.05.1925 | Zaanlandsche FC    | 3:1      | Excelsior Rotterdam |
| 10.05.1925 | SV Zwolsche Boys   | 1:1      | RFC Xerxes          |

## Halbfinale
| Datum      |                 | Ergebnis |                    |
| ---------- | --------------- | -------- | ------------------ |
| 24.05.1925 | RFC Xerxes      | 3:0      | Sportclub Enschede |
| 24.05.1925 | Zaanlandsche FC | 4:2      | BVV Wilhelmina     |

## Finale
| Zaanlandsche FC                     | Zaanlandsche FC                                                                  | RFC Xerxes                                                                       | RFC Xerxes |
| ----------------------------------- | -------------------------------------------------------------------------------- | -------------------------------------------------------------------------------- | ---------- |
| Zaanlandsche FC                     | \| 1. Juni 1925 in Lage Weide, Utrecht \| \| Ergebnis: 5:1 \| \| Spielbericht \| | \| 1. Juni 1925 in Lage Weide, Utrecht \| \| Ergebnis: 5:1 \| \| Spielbericht \| | RFC Xerxes |
| Zaanlandsche FC                     | 1:0 Hoogmoed 2:0 Hoogmoed 3:1 Schoen 4:1 Schoen 5:1 Potse                        | 2:1 ?                                                                            | RFC Xerxes |
| 1. Juni 1925 in Lage Weide, Utrecht |                                                                                  |                                                                                  |            |
| Ergebnis: 5:1                       |                                                                                  |                                                                                  |            |
| Spielbericht                        |                                                                                  |                                                                                  |            |